# Fud Leclerc
Fud Leclerc (Montluçon, 1924 – Ganshoren, 2010. szeptember 20.) belga énekes.

## AzEurovíziós Dalfesztivál
Leclerc összesen négyszer lépett fel Belgium színeiben az Eurovíziós Dalfesztiválon. 1956-ban a Messieurs les noyés de la Seine című dalával, 1958-ban a Ma petite chatte című dallal ötödik lett. 1960-ban a Mon amour pour toi című dalával hatodik helyet érte el, végül 1962-ben is fellépett, ekkor Ton nom című dalával pont nélkül, három másik dallal holtversenyben az utolsó helyen zárt.